# 大森氏
大森氏（おおもりし）は、日本の氏族の一つ。
1. 駿河大森氏。
2. 伊予大森氏。
3. 常陸大森氏。

## 駿河大森氏
大森氏（おおもりし）は駿河郡藍沢原の古い土豪であり、大森氏の庶流として、大沼・河合・菅沼・神山・沓間などが知られる。室町時代になると箱根別当職を一族から輩出した。

### 出自について
出自を藤原北家伊周流とする説があり、正二位伊周の子藤原忠頼、孫藤原惟康の子孫となる。両者は正二位摂政関白藤原道隆の孫・曾孫に当たるが、詳細は不明な人物である。なお、出身地は駿河大森とされている。

### 大森氏の台頭
大森氏が台頭するのは室町時代初期の大森頼春の代からであり、鎌倉公方に仕え、上杉禅秀の乱の鎮圧に功績を挙げ、禅秀方であった土肥氏を滅ぼし、その勢力圏であった相模・伊豆に勢力を広げた。

### 大森氏の小田原進出
永享の乱では持氏方に属して幕府軍と戦い敗れるも、国人領主として勢力を保った。
しかし、享徳の乱以降の混乱期においては、大森憲頼・成頼と大森氏頼・実頼父子の二系統に分かれ対立したが、太田道真・道灌の支援を受けた氏頼系が勝利し、憲頼系は箱根山中に逃亡し、氏頼系は扇谷上杉家に属し重臣となって、小田原城を拠点として勢力を広げ繁栄した。

### 大森氏の衰退と一族のその後
その後の大森氏について、通俗的には氏頼の子で実頼の弟の大森藤頼の代に伊勢盛時の手により小田原城を落とされ没落したといわれるが、史料の上ではつじつまの合わない部分も多く、その経緯の詳細については不明である。なお三浦氏滅亡の際にともに討ち死にした人物に「大森越後守」があり、氏頼の弟の高頼とされている。
いずれにせよ長享の乱以降の扇谷上杉家の衰退と相模における後北条氏の台頭に従い、大森氏が没落していったことには間違いないが、北条家所領役帳には『大森殿』と殿付きで呼ばれている人物があり、大森氏の一族が客分扱いで後北条氏に従属していたと考えられている。またこの『大森殿』以外にも永禄10年（1567年）11月に北条氏邦から印判状を与えられた「大森越前守」、駿河日枝社神主「大森猿千代」、天正13年（1585年）に徳川家康の援軍として北条氏房から派遣された「大森兵衛太夫」、「小田原合戦」で小田原城に籠城した「大森甲斐守」が存在する。
江戸時代に入っても徳川氏に仕え江戸幕府の寄合旗本として存続した者の他、水戸、備中など各地で大森氏子孫を名乗る家が存在した。

## 伊予大森氏
大森氏（おおもりし）は清和源氏に属する日本の氏族の一。

### 伊予大森氏の歴史に関する伝承

#### 出自
伊予国砥部の大森氏においては、以下のように伝えられている。
宇野氏の祖の源頼房（頼親、あるいは頼成の子）の六代の孫親治の四代の孫と称した茂治が、下総国大森に住したことにより大森姓を名乗るようになるが、茂治は承久の乱に際して御所において戦死、その功績により伊予国に所領を得て、一族が移住した。松山平野南部を流れる現・重信川北岸の高井を拠点として松山平野一帯に勢力を広げた。

#### 衰退と大森彦七の中興
しかしその後、鎌倉幕府の滅亡、中先代の乱とつづく混乱の中で、松山平野北東部の赤滝落城で大森長治、高井落城で大森春直の一族が滅亡し、その領地のほとんどを失うが、そのころ上京していた大森彦七盛長が足利尊氏に従って功績を挙げ、砥部・中山に所領を得た。おそらく松山平野一帯は守護河野氏に抑えられてしまっていたので、足利政権としてもそれを取り返すことが出来なかったために、松山平野の南部、砥部・中山に領地を与えたものと思われる。
なお、大森彦七の出自については色々といわれているが、上記のような家系であったことは砥部大森氏に強く意識されていたらしい。それは、大山祇神社に彦七の大太刀（国宝、無銘豊後友行、刃長六尺、茎二尺）と称するものを寄進した大森直治が、自らを大森源左衛門尉源朝臣直治と称しているし、砥部の千足を承久の勲功の地と称していることなどからわかる。

#### 彦七以降の大森氏と滅亡
砥部大森氏は、南北朝の動乱を生き抜き、その後文明12年（1480年）大森直治の代まで続くが、12月29日、河野氏の命を受けた荏原の平岡通則に夜討を仕掛けられて滅亡。その後、白潟、田中両氏に分かれ、河野氏の下に入ることになる。主として白潟（城方？）氏が河野氏との関係維持に働き、田中氏が領地の経営にあたっていたらしい。

### 伊予大森氏系田中氏
田中氏は、豊臣秀吉の四国征伐で河野氏が滅亡した後、松山藩で砥部20村の大庄屋を務め、関ヶ原の戦いの後も、引き続き、大洲藩に移された砥部の大庄屋として寛保元年（1741年）、田中喜左衛門権内が砥部騒動を引き起こすまで続くことになる。
上代の系図は尊卑分脈や源家隈部系図に詳しいが、いくらかの相違もある。それらでは
大森二郎茂治 -- 三郎治員 -- 行治 -- 彦二郎盛治 -- 彦七盛長 -- 太郎盛家
の順であるが、砥部大森氏にあっては、彦二郎盛治が次郎佐衛門盛清とされている。

### 伊予大森氏の一族
上記伊予大森氏の一派が備後に存在する。この大森氏は宇喜多氏、水谷氏などに仕えたことが伝わる。

## 常陸国の大森氏

常陸大森氏（藤姓） 丸に木瓜

常陸国の佐竹氏の家臣に大森氏を称する一族が存在する。佐竹氏家中の大森氏には源氏を祖とする家系、藤原氏を祖とする家系がある。藤原氏流の大森氏については、佐竹氏重臣　小野崎氏の家臣であり、小野崎通経により家老に列せられた。家老の筆頭は大森氏となし、瀧氏、天龍氏、石佐氏、波氏、茅根氏、赤須氏らの家老衆が構成された。家紋は丸に本の字、丸に巴の字、丸に木瓜など。

### 尊王志士として活動した大森氏
なお、常陸国において大森姓を有する者の中には幕末の尊王志士・義民として活動した者があり、以下に列記する。
- 大森総衛門 - 諱は近中、水戸藩士。大番組。福地朝陳の子で大森近芳の養子。天狗党の乱に与し、元治元年（1864年）、下獄（）する。重病のため帰宅し、慶応2年（1866年）9月19日、死去。享年78。明治維新後、靖国神社に祀られる[14]。
- 大森清四郎 - 諱は正巳。常陸国那珂郡上大賀村大江守。鷹巣村里正。元治元年（1864年）9月、久慈郡中染村の戦いで入獄し、重病のため慶応2年1月11日死す。享年44。靖国神社合祀[15]。
- 大森藤兵衛 - 那珂郡高部村の百姓。山横目格。天狗党に加わり捕らわれ、元治元年(1864年)、江戸佃島に移され、慶応2年6月16日、獄死する。享年24(27とも)。靖国神社合祀[16]。
- 大森彦重 - 諱は道義。那珂郡長倉村組頭兼野田村里正。元治元年、天狗党に加わり筑波山に拠り、筑波勢として転戦後、江戸に潜伏中のところを捕縛され、明治元年(1872年)、水戸で獄死。享年55。靖国神社合祀[17]。